# Francisco Luis Córdoba
Francisco Luis Córdoba (Córdoba, Espanha, 1956) é um jornalista espanhol, diretor do Diário Córdoba. Licenciado em jornalismo e direito pela Universidade Complutense de Madrid. 